# Synaldis liliputana
Synaldis liliputana är en stekelart som beskrevs av Fischer 1967. Synaldis liliputana ingår i släktet Synaldis och familjen bracksteklar. Inga underarter finns listade i Catalogue of Life.